# Ototoka Falls
Die Ototoka Falls sind ein küstennaher Wasserfall im Gebiet der Ortschaft Maxwell westnordwestlich von Wanganui in der Region Manawatū-Whanganui auf der Nordinsel Neuseelands. Er liegt im Lauf des Ototoka Stream, der kurz hinter dem Wasserfall in die South Taranaki Bight mündet. Seine Fallhöhe beträgt 5 Meter.
Die Rapanui Road zweigt 5 km westlich von Wanganui vom New Zealand State Highway 3 ab. Sie führt über die Handley Road auf die Ototoka Beach Road, an deren Ende sich ein Parkplatz befindet. Von hier aus sind es weniger als 5 Gehminuten bis zum Wasserfall.